# Beat Feuz
Beat Feuz (Gsteigwiler, 11 februari 1987) is een Zwitserse, voormalig alpineskiër. De afdalingsspecialist werd Olympisch kampioen in Peking 2022, wereldkampioen in Sankt Moritz 2017 en vier keer winnaar van de wereldbeker op de afdaling. In het seizoen 2011/2012 werd hij in de algemene wereldbeker tweede, met tweede plaatsen in de eindklassementen van de afdaling en alpine combinatie, en een derde plek op de Super G.

## Carrière
Feuz maakte zijn wereldbekerdebuut in december 2006  tijdens de supercombinatie in Reiteralm. In maart 2007 werd de Zwitser wereldkampioen bij de junioren op zowel de afdaling, super G als combinatie. Op de wereldkampioenschappen alpineskiën 2011 in Garmisch-Partenkirchen eindigde hij als negende op de afdaling. Op 11 maart 2011 behaalde Feuz zijn eerste overwinning in een wereldbekerwedstrijd tijdens de afdaling in Kvitfjell.
Het seizoen 2011/2012 begon uitstekend. Na drie podiumplekken in de wereldbeker won hij zijn eerste Super G in Val Gardena. Het was voor hem extra bijzonder, omdat hij met zijn jeugdidool Bode Miller naar het podium mocht. Na winst in Wengen, won hij ook de afdaling in Sotsji op de Olympische piste. In Kvitsfjell won hij samen met Klaus Kröll de Super G. Op de afdaling deed Kröll met winst in Chamonix goede zaken, terwijl Feuz daar niet bij de top twintig kwam, net als in Garmisch. Een dag later, opnieuw in Chamonix werd Feuz vierde op de afdaling en scoorde hij 40 punten meer. In de eindstand van de wereldbeker op de afdaling kwam Feuz maar 7 punten tekort op winnaar Kröll. In het algemene eindklassement miste Feuz slechts 25 punten op Marcel Hirscher voor de winst.
Het seizoen 2012/2013 ging voor Fuez verloren door blessureleed. Hierna duurde het lang voordat hij weer op topniveau kon meedraaien. Twee weken voor de Olympische Winterspelen van 2014 in Sotsji, ging Fuez met 106 km/u onderuit tijdens de Super G in Kitzbühel. Dat was geen ideale voorbereiding. Op de spelen eindigde de Zwitser als dertiende op de afdaling, als vijftiende op de supercombinatie en als 27e op de super-G. 
Op de wereldkampioenschappen van Beaver Creek (2015) en Sankt Moritz (2017) werd Feuz respectievelijk derde en wereldkampioen op de afdaling. Tijdens de Olympische Winterspelen van 2018 in Pyeongchang veroverde de Zwitser de zilveren medaille op de super-G en de bronzen medaille op de afdaling. Aan het eind van het seizoen 2017/2018 won hij op 30-jarige leeftijd zijn eerste eindklassement van de wereldbeker op de afdaling.
In januari 2020 won Feuz voor de derde keer het Lauberhornrennen in Wengen. Op de Hahnenkammafdaling in Kitzbühel was hij net iets minder gelukkig, want hij werd er voor de vierde keer tweede. Vanaf januari 2021 wist hij dan toch driemaal op rij in Kitzbühel te winnen. De eerste twee keer hielpen mee om voor de vierde keer op rij de wereldbeker op de afdaling te winnen. De laatste keer bleek een prima opmaat om in Peking Olympisch kampioen te worden op de afdaling. In januari 2023 nam Feuz op 35-jarige leeftijd afscheid, met een laatste afdaling in Kitzbühel.

## Resultaten

### Titels
Zwitsers kampioen super G - 2010
Zwitsers kampioen supercombinatie - 2011
Wereldkampioen junioren super G - 2007
Wereldkampioen junioren afdaling - 2007
Wereldkampioen junioren combinatie - 2007

### Olympische Spelen
| Jaar | Plaats      | Resultaten                                   |
| ---- | ----------- | -------------------------------------------- |
| 2014 | Sotsji      | 13e Afdaling 15e Supercombinatie 27e Super G |
| 2018 | Pyeongchang | Afdaling · Super G                           |
| 2022 | Peking      | Afdaling · DNF Super G                       |

### Wereldkampioenschappen
| Jaar | Plaats                 | Resultaten                       |
| ---- | ---------------------- | -------------------------------- |
| 2011 | Garmisch-Partenkirchen | 9e Afdaling DNF2 Supercombinatie |
| 2015 | Beaver Creek           | Afdaling · 14e Supercombinatie   |
| 2017 | Sankt Moritz           | Afdaling · 12e Super G           |
| 2019 | Åre                    | 4e Afdaling 18e Super G          |
| 2021 | Cortina d'Ampezzo      | Afdaling · 10e Super G           |

### Wereldbeker
Eindklasseringen
| Seizoen   | Algm   | AD     | RS  | SG    | SC     |
| --------- | ------ | ------ | --- | ----- | ------ |
| 2006/2007 | 118e   | 46e    | -   | -     | -      |
|           |        |        |     |       |        |
| 2009/2010 | 73e    | 41e    | -   | 53e   | 18e    |
| 2010/2011 | 22e    | 7e     | -   | 34e   | 14e    |
| 2011/2012 | Zilver | Zilver | 34e | Brons | Zilver |
|           |        |        |     |       |        |
| 2013/2014 | 50e    | 27e    | -   | 28e   | 28e    |
| 2014/2015 | 19e    | 7e     | -   | 22e   | 23e    |
| 2015/2016 | 13e    | 5e     | -   | 12e   | -      |
| 2016/2017 | 11e    | 4e     | -   | 8e    | 43e    |
| 2017/2018 | 5e     | Goud   | -   | 9e    | -      |
| 2018/2019 | 6e     | Goud   | -   | 12e   | -      |
| 2019/2020 | 6e     | Goud   | -   | 11e   | -      |
| 2020/2021 | 9e     | Goud   | -   | 12e   |        |
| 2021/2022 | 6e     | Zilver | -   | 6e    |        |
| 2022/2023 | 36e    | 14e    | -   | 33e   |        |

Wereldbekerzeges
| Datum            | Plaats                 | Onderdeel |
| ---------------- | ---------------------- | --------- |
| 11 maart 2011    | Kvitfjell              | Afdaling  |
| 16 december 2011 | Val Gardena            | Super G   |
| 14 januari 2012  | Wengen                 | Afdaling  |
| 11 februari 2012 | Sotsji                 | Afdaling  |
| 2 maart 2012     | Kvitfjell              | Super G   |
| 16 maart 2016    | Sankt Moritz           | Afdaling  |
| 17 maart 2016    | Sankt Moritz           | Super G   |
| 25 november 2017 | Lake Louise            | Afdaling  |
| 13 januari 2018  | Wengen                 | Afdaling  |
| 27 januari 2018  | Garmisch-Partenkirchen | Afdaling  |
| 30 november 2018 | Beaver Creek           | Afdaling  |
| 7 december 2019  | Beaver Creek           | Afdaling  |
| 18 januari 2020  | Wengen                 | Afdaling  |
| 22 januari 2021  | Kitzbühel              | Afdaling  |
| 24 januari 2021  | Kitzbühel              | Afdaling  |
| 23 januari 2022  | Kitzbühel              | Afdaling  |